# Сімоне Падоїн
Сімоне Падоїн (італ. Simone Padoin; нар. 18 березня 1984, Джемона-дель-Фріулі) — італійський футболіст, півзахисник «Кальярі».

## Клубна кар'єра
Сімоне — випускник молодіжної академії «Аталанти».
У 2003 році «Віченца» придбала у «Аталанти» половину прав на футболіста. Після закінчення сезону «Віченца» викупила решту 50 % прав на півзахисника.
У сезоні 2007—08 Падоїн знову опиняється в «Аталанті»: клуб з Бергамо повертає Сімоне в свої ряди, повністю викуповуючи права на нього у «Віченци».
По завершенню сезону 2009—10 «Ювентус» бере Падоїна в літнє передсезонне турне по США, однак, зігравши за «бьянконері» кілька матчів в Америці, він знову повертається в «Аталанту»
31 січня 2012 року Падоїн переходить в «Ювентус» на постійній основі, підписавши контракт на 5 років.
4 липня 2016 року «Ювентус» продав гравця в «Кальярі» за 600 тисяч євро.

## Титули і досягнення
- Чемпіон Італії (5):

«Ювентус»: 2011–12, 2012–13, 2013–14, 2014–15, 2015–16
- Володар Кубка Італії (2):

«Ювентус»: 2014-15, 2015-16
- Володар Суперкубка Італії (3):

«Ювентус»: 2012, 2013, 2015
- Фіналіст Ліги чемпіонів (1):

«Ювентус»: 2014-15
- Переможець Серії B (1):

«Аталанта»: 2010–11
- Чемпіон Європи (U-19): 2003